# Sparreholm
Sparreholm is een plaats in de gemeente Flen in het landschap Södermanland en de provincie Södermanlands län in Zweden. De plaats heeft 811 inwoners (2005) en een oppervlakte van 117 hectare.

## Verkeer en vervoer
Bij de plaats lopen de Riksväg 53 en Riksväg 57.
De plaats ligt aan een spoorlijn.